# Léon Ollé-Laprune

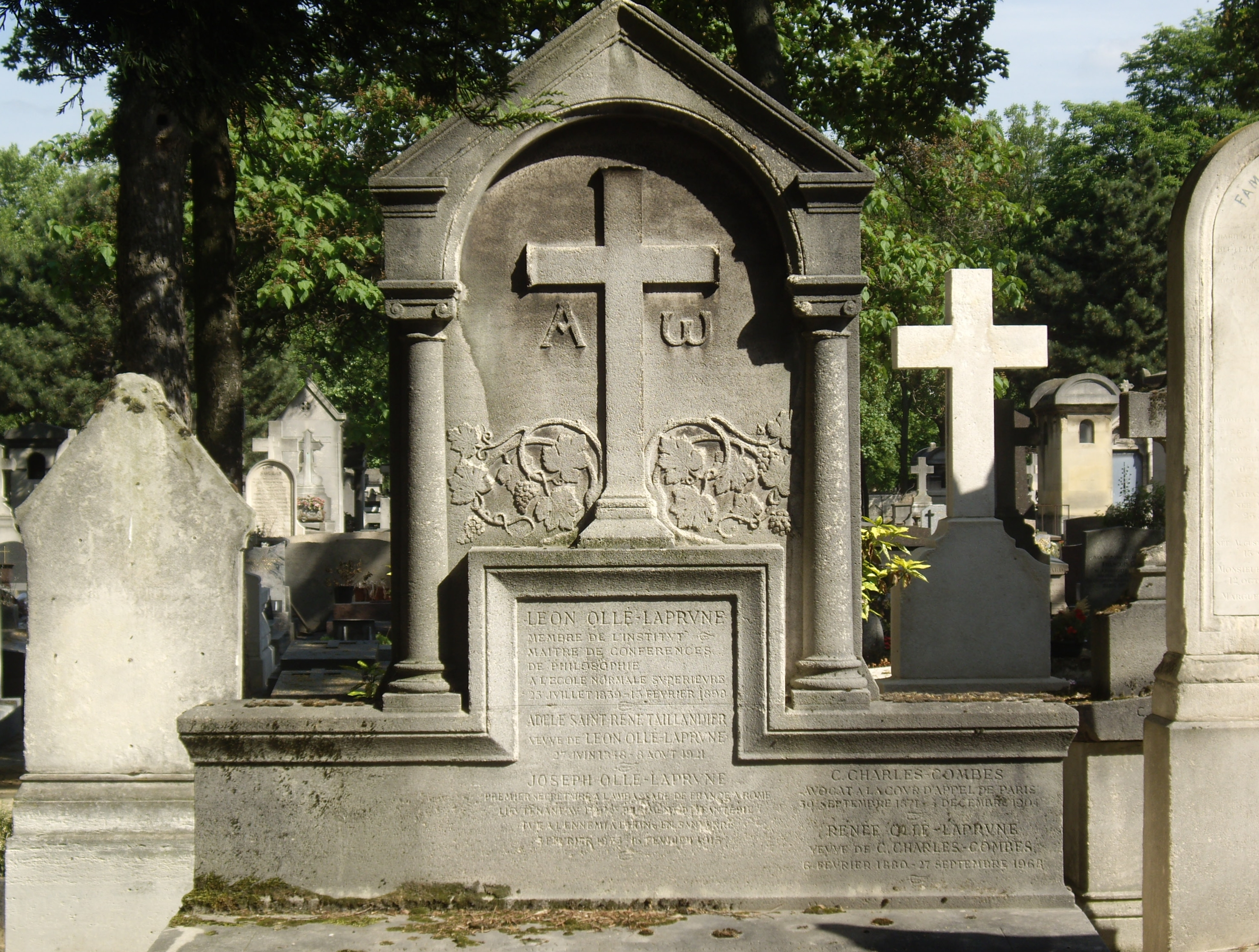
Grabmal von Léon Ollé-Laprune, Cimetière du Montparnasse

Léon Ollé-Laprune (* 25. Juli 1839 in Paris; † 13. Februar 1898 ebenda) war ein französischer Jurist und Rechtsphilosoph.

## Leben
Ollé-Laprune studierte Rechtswissenschaften an der Universität Toulouse. Danach studierte er an der Lycée Condorcet in Paris und absolvierte sein Studium von 1858 bis 1861 an der École Normale Supérieure. Er unterrichtete an weiterführenden Schulen in Nizza (1861), Douai (1864), Versailles (1868) und am Lycée Henri IV in Paris (1871)., sowie seit 1875 Rechtsphilosophie an der ENS in Paris. 
Zu seinen Schülern zählen Jean Jaurès, Émile Durkheim, Henri Bergson und Maurice Blondel.
1857 wurde er als Nachfolger von Étienne Vacherot in die Académie des Sciences Morales et Politiques gewählt.

## Veröffentlichungen
- 1870: La philosophie de Malebranche
- 1880: De la certitude morale. Reprint: Hachette, Paris, 2013. ISBN 978-2-01281811-8
- 1880: De Aristoteleae ethices fundamento
- 1881: Essai sur la morale d'Aristote
- 1892: Les sources de la paix intellectuelle
- 1894: La philosophie et le temps présent. Reprint: Forgotten books 2018. ISBN 978-1-33251001-6
- 1894: Le prix de la vie
- 1895: Ce qu'on va chercher à Rome
- 1898: Étienne Vacherot
- 1899: Théodore Jouffroy[4]
- 1901: La vitalité chrétienne. Reprint: Paris, Hachette, 2013. ISBN 978-2-01281816-3
- 1907: La raison et le rationalisme